# Kazan (keizer)
Keizer Kazan (花山天皇, Kazan-tennō, 29 november 968 – 17 maart 1008) was de 65e keizer van Japan volgens de traditionele opvolgvolgorde. Hij regeerde, gemeten volgens de traditionele Japanse kalender, van de 27e dag van de 8e maand van Eikan 2 (984) tot de 23e dag van de 6e maand van Kanna 2 (986).

## Genealogie
Kazans persoonlijke naam (imina) was Morosada-shinnō (師貞親王). Hij was de oudste zoon van keizer Reizei en keizerin Fujiwara no Kaishi, zelf een dochter van sesshō Fujiwara no Koretada. Kazan was tevens broer van keizer Sanjo.
Kazan had vijf keizerinnen en hofdames, met wie hij acht kinderen kreeg. Geen van deze kinderen erfde de troon.

## Leven

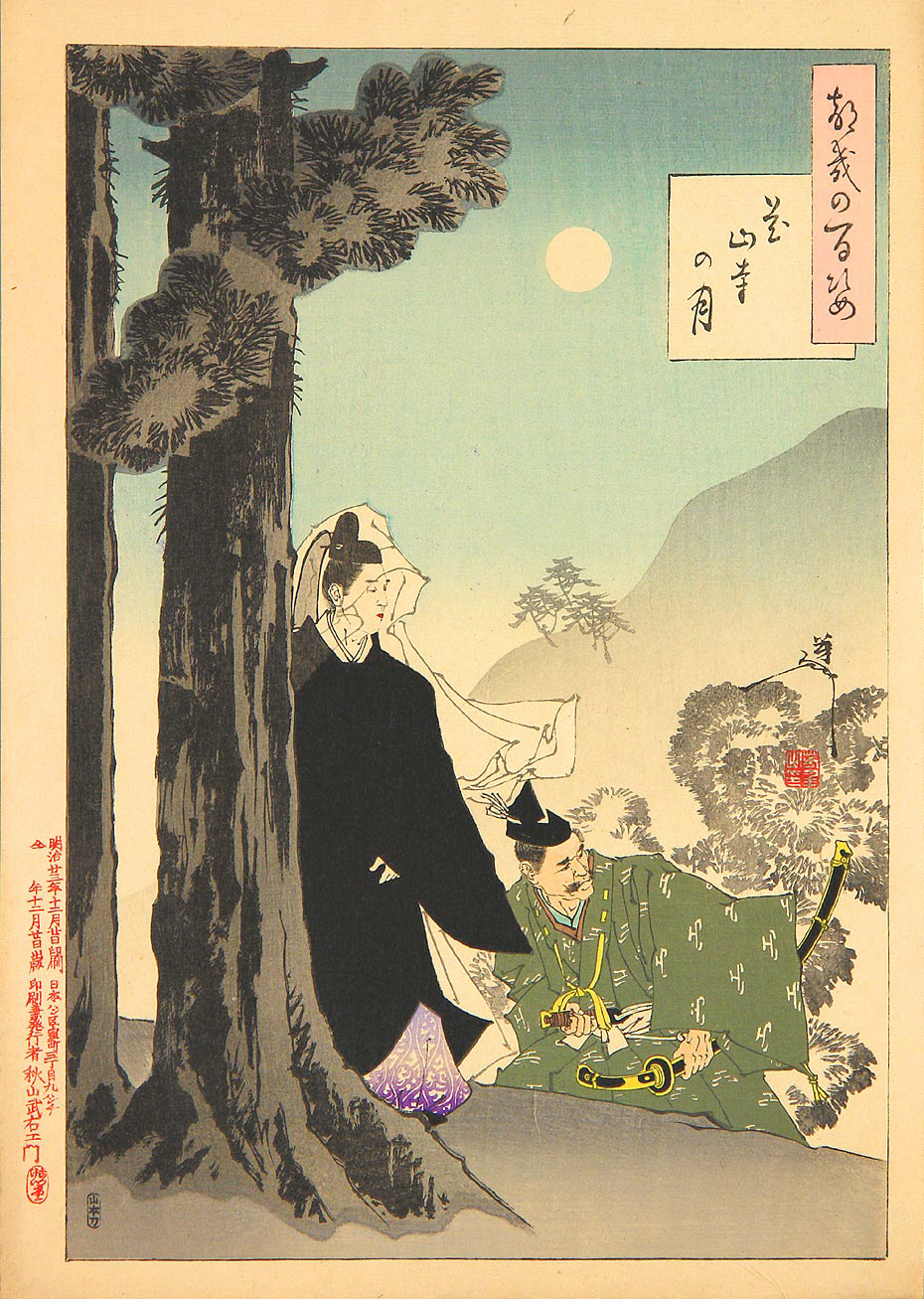
Keizer Kazan op weg naar de tempel waar hij een Boeddhistische monnik zou worden – houtblokschildering door Yoshitoshi Tsukioka (1839-1892).

Kazan was 17 jaar oud toen hij op de troon kwam. Al vrij kort na zijn troonsbestijging, gaf Kazan het bevel tot het opstellen van de Shūi Wakashū.
Kazan kreeg te maken met veel politieke weerstand van de Fujiwaraclan. In 985 werden Fujiwara no Tokiakira en zijn broer Yasusuke verdreven uit de Keizerlijke stad. In 986, na amper twee jaar te hebben geregeerd, werd Kazan via een list van Fujiwara no Kaneie aangespoord tot aftreden ten gunste van keizer Ichijo. Kazan trok zich nadien terug in de Kazan-ji, waar hij een monnik werd. Hij nam toen de naam Nyūkaku aan.
Als monnik ondernam Kazan veel pelgrimstochten. Hij zou volgens de overlevering de Kannon-pelgrimsroute hebben heringevoerd, maar historici twijfelen hieraan en schrijven deze gebeurtenis toe aan Tokudo Shonin. Kazan stierf op 41-jarige leeftijd
* Regent Jingu staat niet op de traditionele lijst.